# Xã Pawnee, Quận Sangamon, Illinois
Xã Pawnee (tiếng Anh: Pawnee Township) là một xã thuộc quận Sangamon, tiểu bang Illinois, Hoa Kỳ. Năm 2010, dân số của xã này là 3.058 người.